# Rotacismo (dislalia)
Rotacismo é uma dislalia fonética que consiste na troca do [r] por outro som.

## Em crianças
É comum crianças menores de 5 anos que estão aprendendo a falar trocar o som do [r] pelo [l], ex:
(as palavras em itálico referem-se a pronúncia das crianças que têm este problema)
- arara → "alala" / [a.ˈra.rɐ] → [a.ˈla.lɐ]
- caro → "calo" / [ˈka.rʊ] → [ˈka.lʊ]

Na maioria dois casos esse problema se conserta com o avanço da idade ou com o acompanhamento de um fonoaudiólogo. Mas o defeito também pode não desaparecer e se tornar permanente.